# Quadrastichus ainsliei
Quadrastichus ainsliei is een vliesvleugelig insect uit de familie Eulophidae. De wetenschappelijke naam is voor het eerst geldig gepubliceerd in 1917 door Gahan.